# Сент-Коломб-сюр-л’Эр
Сент-Коло́мб-сюр-л’Эр (фр. Sainte-Colombe-sur-l'Hers) — коммуна во Франции, находится в регионе Лангедок — Руссильон. Департамент коммуны — Од. Входит в состав кантона Шалабр. Округ коммуны — Лиму.
Код INSEE коммуны — 11336.

## Население
Население коммуны на 2008 год составляло 509 человек.
| 1962 | 1968 | 1975 | 1982 | 1990 | 1999 | 2008 |
| ---- | ---- | ---- | ---- | ---- | ---- | ---- |
| 495  | 603  | 544  | 534  | 530  | 539  | 509  |

## Экономика
В 2007 году среди 301 человека в трудоспособном возрасте (15—64 лет) 193 были экономически активными, 108 — неактивными (показатель активности — 64,1 %, в 1999 году было 63,4 %). Из 193 активных работали 163 человека (95 мужчин и 68 женщин), безработных было 30 (15 мужчин и 15 женщин). Среди 108 неактивных 25 человек были учениками или студентами, 33 — пенсионерами, 50 были неактивными по другим причинам.